# Amjad Ali Khan

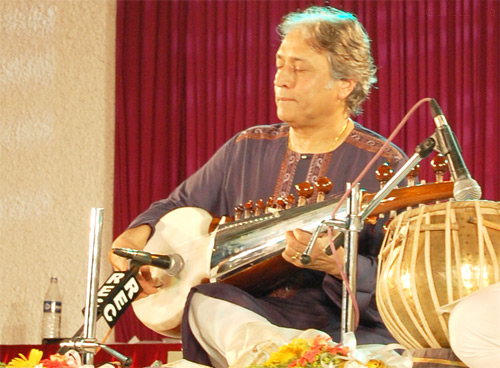
Amjad Ali Khan

Amjad Ali Khan (* 9. Oktober 1945 in Gwalior/Madhya Pradesh) ist ein indischer Sarodspieler, Komponist und Musikpädagoge.
Khan hatte Unterricht im Sarodspielen bei seinem Vater Hafiz Ali Khan und gab im Alter von zwölf Jahren sein erstes Solokonzert. Dies war der Beginn einer überaus erfolgreichen internationalen Laufbahn. Unter anderem trat er in der Carnegie Hall, der Royal Albert Hall, der Royal Festival Hall, im Kennedy Center, der Santury Hall, dem House of Commons, dem Chicago Symphony Center und im St. James Palace auf. Er nahm am Edinburgh Music Festival, dem World Beat Festival in Brisbane, dem Festival Taranaki in Neuseeland, dem Summer Arts Festival in Seattle, den BBC Proms, am Hong Kong Arts Festival, dem Adelaide Music Festival und den Wiener Festwochen teil und gab Konzerte beim Edinburgh International Festival und dem Enescu Festival in Bukarest. 2014 trat er mit seinen Söhnen Amaan Ali Khan und Ayaan Ali Khan bei der Nobelpreisverleihung in Oslo auf.
Neben zahlreichen Ehrendoktortiteln erhielt Khan den Kulturpreis der UNESCO und mit dem Padma Vibhushan einen der höchsten indischen Verdienstorden. Er wurde mit vielen Ehrenbürgerschaften geehrt, war UNESCO-Botschafter und vertrat Indien beim World Arts Summit 1991 in Venedig. Als Gastprofessor unterrichtete er an der Stanford University, der Indiana University, der York University, der Washington University, der Stony Brook University, der Northeastern University und der University of New Mexico.
Für das Philharmonieorchester Hongkong schrieb er Tribute to Hong Kong mit Duetten mit den Gitarristen Charley Byrd, Alvaro Pierri und Barry Mason, dem Geiger Igor Frolov, der Sängerin Glenda Simpson und den Cellisten Claudio Bohórquez und Matthew Barley, das unter Leitung von Yoshikazu Fukumora uraufgeführt wurde. Für die Komposition Bapukauns erhielt er 1995 die Gandhi-Medaille der UNESCO. Mit dem  Scottish Chamber Orchestra spielte er 2008 die Uraufführung seines Konzertes für Sarod. 2012 veröffentlichte Ali Khan die Autobiografie My Father, Our Fraternity: